# 大内バスストップ (香川県)
大内バスストップ（おおちバスストップ）は、香川県東かがわ市の高松自動車道にある高速バス用バス停留所。白鳥大内ICより1.7km西にある。とらまる公園、とらまる公園体育館に隣接。時刻表では、『高速大内』と表記されている。

## 路線
夜行便
- 「さぬきエクスプレス名古屋」（四国高速バス）
  - 名鉄BC行
- 「ハローブリッジ号」 （四国高速バス・西東京バス）
  - 横浜駅・バスターミナル東京八重洲・バスタ新宿・八王子駅・京王八王子駅行
- 「コトバスエクスプレス」 （琴平バス）
  - バスタ新宿経由東京ディズニーランド行　
  - 四日市経由名古屋行き　
  - キャナルシティ博多行き　※下り線側から乗車

昼間便
- 「徳島岡山エクスプレス」（徳島バス・両備バス）
  - 岡山駅行
- 「高松エクスプレス京都号」（JR四国バス・四国高速バス・西日本JRバス・京阪バス）
  - 京都駅行
- 「高松エクスプレス大阪号」（JR四国バス・西日本JRバス）、さぬきエクスプレス大阪」（四国高速バス・阪急バス）
  - OCAT（JR難波駅）経由大阪駅行
  - OCAT（JR難波駅経由）阪急梅田行
- 「フットバス」 （高松エクスプレス）
  - 高速淡路志知・神戸三宮・南海難波駅行
- 「丸亀・高松 - 関西空港線」（JR四国バス・四国高速バス・関西空港交通・南海バス）
  - 関西空港行
- 「高松エクスプレス神戸号、さぬきエクスプレス神戸、ハーバーライナー」（JR四国バス・四国高速バス・西日本JRバス・神姫バス）
  - 三宮バスターミナル経由新神戸駅行

### 隣の停留所
高速津田 - 高速大内 - 高速引田

## 周辺
- 與田寺
- 四国旅客鉄道（JR四国）高徳線
  - 丹生駅徒歩約35分
  - 三本松駅徒歩約40分